# 무림에스피
무림에스피 주식회사는 대한민국의 제지 기업이다. 1956년 7월 무림의 전신이라 볼 수 있는 청구제지가 설립되었다.